# Реформатская евангелическая пресвитерианская церковь Колумбии
Реформатская евангелическая пресвитерианская церковь Колумбии (исп. Iglesia Reformada Evangélica Presbiteriana de Colombia, IREPC) — протестантская реформатская деноминация в Южной Америке.
Церковь основана в Колумбии в 1992 году миссионерами пресвитерианской церкви Америки. Другое название — Реформатская церковь Латинской Америки (англ. Reformed Church of Latin America).

## История
Пресвитерианство пришло в Колумбию в 1855 году, когда в страну приехал миссионер Рамон Монсальватге (Ramón Montsalvatge). Его работа привела к образованию Пресвитерианской церкви Колумбии.
В 1992 году миссионеры Пресвитерианской церкви в Америке начали открывать церкви в Боготе, Колумбия. Благодаря их работе возникло несколько церквей, которые не присоединились к Пресвитерианской церкви Колумбии из-за доктринальных различий. Вместе эти церкви решили сформировать новую деноминацию — «Реформатскую евангелическую пресвитерианскую церковь Колумбии». Их первое совместное собрание состоялось в 2000 году. В 2001 году Рафаэль Леал и Джеймс Лил стали первыми рукоположенными в сан колумбийскими пасторами. С тех пор деноминация выросла до 14 церквей в 2 пресвитериях.

## Доктрина
Церковь придерживается следующих уложений:
- Вестминстерское исповедание веры[10]
- Вестминстерский краткий катехизис
- Вестминстерский Большой Катехизис

## Межцерковные отношения
Деноминация была членом Всемирного реформатского братства. В 2010 году церковь направила делегата в Верховный совет пресвитерианской церкви Бразилии.

## Внешние ссылки
Официальный сайт